# Csíki Endre
Csíki Endre (Álnevei: Alexander, Cis.) (Kolozsvár, 1888. december 1. – Kolozsvár, 1949. január 11.) magyar zeneszerző.

## Életpályája
Az erdélyi örmény Csiki / Csiky  család leszármazottja.  
Tanulmányait Kolozsvárt és Budapesten végezte. 1919-től hosszabb időn át Désen volt zenetanár. Verseit, novelláit, cikkeit a Haladás, Erdélyi Szemle, Napkelet közölte. Zeneelméleti, hallásfiziológiai, lélektani kérdések foglalkoztatták. Megzenésítette Harsányi Zsolt, Kosztolányi Dezső, Richard Dehmel és mások verseit. Fontosabb munkái: A cigány  kísérőzene Szigligeti Ede népszínművéhez (1935); Idahegyi pásztorok  kísérőzene Áprily Lajos verses drámájához. 1938; zenei anyagából zenekari szvitet is írt 1939-ben.